# مكتبة كارنيجي

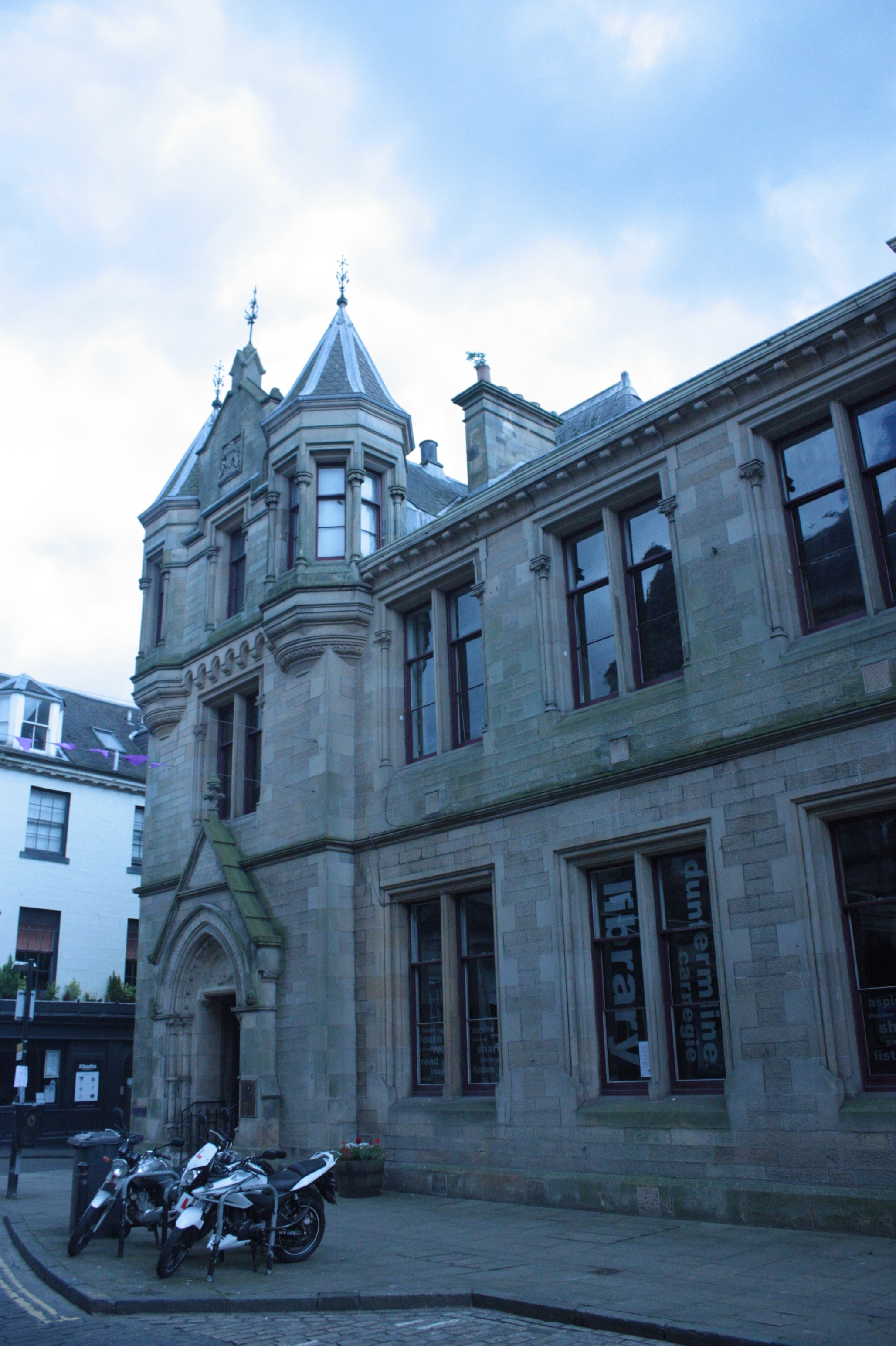
أول مكتبة كارنيجي في العالم، في دمفيرملين

مكتبة كارنيجي هي مكتبة بنيت بأموال تبرع بها الاسكتلندي للولايات المتحدة رجل الأعمال والمحسنين أندرو كارنجي. وقد تم بناء مجموعه عددها 2509 مكتبات كارنيجي بين 1883 و1929، بما في ذلك بعض المنتمين إلى العامة ومكتبة الجامعة النظم.
1689 بنيت في الولايات المتحدة، 660 في المملكة المتحدة وايرلندا.